# Горячка, Кузьма Павлович
Кузьма Павлович Горячка вариант фамилии Горячко (1865—?) — крестьянин, депутат Государственной думы II созыва от Херсонской губернии.

## Биография
В документах, связанных с избранием в Думу, значится русским. Был крестьянином в селе Гуровка Боковской волости Александрийского уезда Херсонской губернии. Образования не имел, но современные ему источники характеризуют как грамотного. Занимался земледелием на своём наделе. В момент выборов в Думу оставался беспартийным.
6 февраля 1907 избран в Государственную думу II созыва от съезда уполномоченных от волостей Херсонской губернии. Вошёл в состав группы беспартийных. В работе думских комиссий активного участия не принимал, с думской трибуны не выступал.
Дальнейшая судьба и дата смерти неизвестны.

### Архивы
- Российский государственный исторический архив. Фонд 1278. Опись 1 (2-й созыв). Дело 109; Дело 554. Лист 8.